# Unione dei comuni dei Tre Parchi
L'Unione dei comuni dei Tre Parchi è stata un'unione di comuni in Lombardia, nella provincia di Monza e Brianza, formata dai comuni di Vimercate, Carnate e Ornago.

## Storia
L'unione, inizialmente composta dai comuni di Vimercate, Carnate, Burago di Molgora e Ornago, nasce il 21 maggio 2014 con la firma dell'atto costitutivo. Alla data della sua istituzione è stata la prima unione di comuni della provincia di Monza e Brianza. L'intento è quello di unificare alcuni servizi dei comuni, al fine di raggiungere una maggiore efficienza e un maggior risparmio. Il primo presidente, eletto il 19 giugno 2014, è Paolo Brambilla, sindaco di Vimercate, che rimarrà in carica un anno e mezzo.
Dal 1º dicembre i corpi di polizia locale dei quattro comuni sono stati unificati.
Il 9 giugno 2015 il sindaco di Burago di Molgora ha annunciato che il comune sarebbe uscito dall'unione. L'uscita di Burago è avvenuta il 1 gennaio 2016.
A dicembre 2016 anche il sindaco di Vimercate Francesco Sartini ha annunciato che il comune sarebbe uscito dall'unione con la fine dell’anno successivo. L’uscita anche del comune di Ornago ha determinato lo scioglimento dell’Unione a far data dal 1 gennaio 2018.

## Amministrazione
| Periodo          | Periodo          | Primo cittadino | Partito              | Carica     | Note |
| ---------------- | ---------------- | --------------- | -------------------- | ---------- | ---- |
| 19 giugno 2014   | 22 dicembre 2015 | Paolo Brambilla | sindaco di Vimercate | Presidente |      |
| 22 dicembre 2015 | 1 gennaio 2018   | Daniele Nava    | sindaco di Carnate   | Presidente |      |